# Salutogénesis
La salutogénesis es el origen de la salud y se centra en los factores que respaldan la salud y el bienestar humanos, en lugar de los factores que causan la enfermedad (patogénesis). Más específicamente, el "modelo salutogénico" se ocupó originalmente de la relación entre la salud, el estrés y el afrontamiento a través de un estudio de sobrevivientes del holocausto. A pesar de pasar por la dramática tragedia del holocausto, algunos sobrevivientes pudieron prosperar más adelante en la vida. El descubrimiento de que debe haber poderosos factores causantes de la salud condujo al desarrollo de la salutogénesis. El término fue acuñado por Aaron Antonovsky, profesor de sociología médica. La pregunta salutogénica planteada por Aaron Antonovsky es:
¿Cómo se puede ayudar a esta persona a avanzar hacia una mejor salud?
Las teorías de Antonovsky rechazan la "dicotomía del modelo médico tradicional que separa la salud y la enfermedad". Describió la relación como una variable continua, lo que llamó el "health-ease versus dis-ease continuum". La salutogénesis abarca más que los orígenes de la salud y ha evolucionado para tratar las causas multidimensionales de niveles más altos de salud. Los modelos asociados con la salutogénesis generalmente incluyen enfoques holísticos relacionados al menos con las dimensiones física, social, emocional, espiritual, intelectual, vocacional y ambiental.

## Derivación
La palabra "salutogénesis" proviene del latín salus (que significa salud) y del griego genesis (que significa origen). Antonovsky desarrolló el término a partir de sus estudios sobre "cómo las personas manejan el estrés y se mantienen bien" (a diferencia de la patogénesis que estudia las causas de las enfermedades). Observó que el estrés es omnipresente, pero no todas las personas tienen resultados de salud negativos en respuesta al estrés. En cambio, algunas personas logran la salud a pesar de su exposición a factores de estrés potencialmente incapacitantes.

En su libro de 1979, Health, Stress and Coping, Antonovsky describió una variedad de influencias que lo llevaron a preguntarse cómo las personas sobreviven, se adaptan y superan incluso las experiencias más duras de estrés de la vida. En su libro de 1987, Desentrañando los misterios de la salud, se centró más específicamente en un estudio de las mujeres y el envejecimiento; descubrió que el 29% de las mujeres que habían sobrevivido a los campos de concentración nazis tenían una salud emocional positiva, en comparación con el 51% de un grupo de control. Su idea fue que el 29% de los sobrevivientes no se vieron afectados emocionalmente por el estrés. Antonovsky escribió: 
...para mí, esta fue la experiencia dramática que me puso conscientemente en el camino de formular lo que llamé el 'modelo salutogénico'.
En la teoría salutogénica, las personas luchan continuamente con los efectos de las dificultades. Estas fuerzas ubicuas se denominan Déficit Generalizado de Recursos (GRD, Generalized Resource Deficit); por otro lado, existen los Recursos de Resistencia Generalizada (GRR, Generalized Resistance Resources), que son todos los recursos que ayudan a una persona a sobrellevar y son efectivos para evitar o combatir una variedad de factores estresantes psicosociales. Algunos ejemplos son recursos como el dinero, la fuerza del ego y el apoyo social.
Los déficits de recursos generalizados harán que los mecanismos de supervivencia fallen siempre que el sentido de coherencia (SOC, Sense Of Coherence) no sea sólido para capear la situación actual. Esto causa enfermedades y posiblemente incluso la muerte. Sin embargo, si el sentido de coherencia es alto, un factor estresante no será necesariamente dañino. Pero es el equilibrio entre los déficits de recursos generalizados y los recursos lo que determina si un factor será patógeno, neutral o saludable.
La formulación de Antonovsky fue que los RRG permitieron a las personas dar sentido a los eventos y gestionarlos. Argumentó que con el tiempo, en respuesta a las experiencias positivas proporcionadas por el uso exitoso de diferentes recursos, un individuo desarrollaría una actitud que era la herramienta esencial para hacer frente a la situación.

## Sentido de coherencia
El "sentido de coherencia" es una formulación teórica que proporciona una explicación central del papel del estrés en el funcionamiento humano. "Más allá de los factores de estrés específicos que uno pueda encontrar en la vida, y más allá de su percepción y respuesta a esos eventos, lo que determina si el estrés le causará daño es si el estrés viola o no su sentido de coherencia". Antonovsky definió Sentido de Coherencia como:

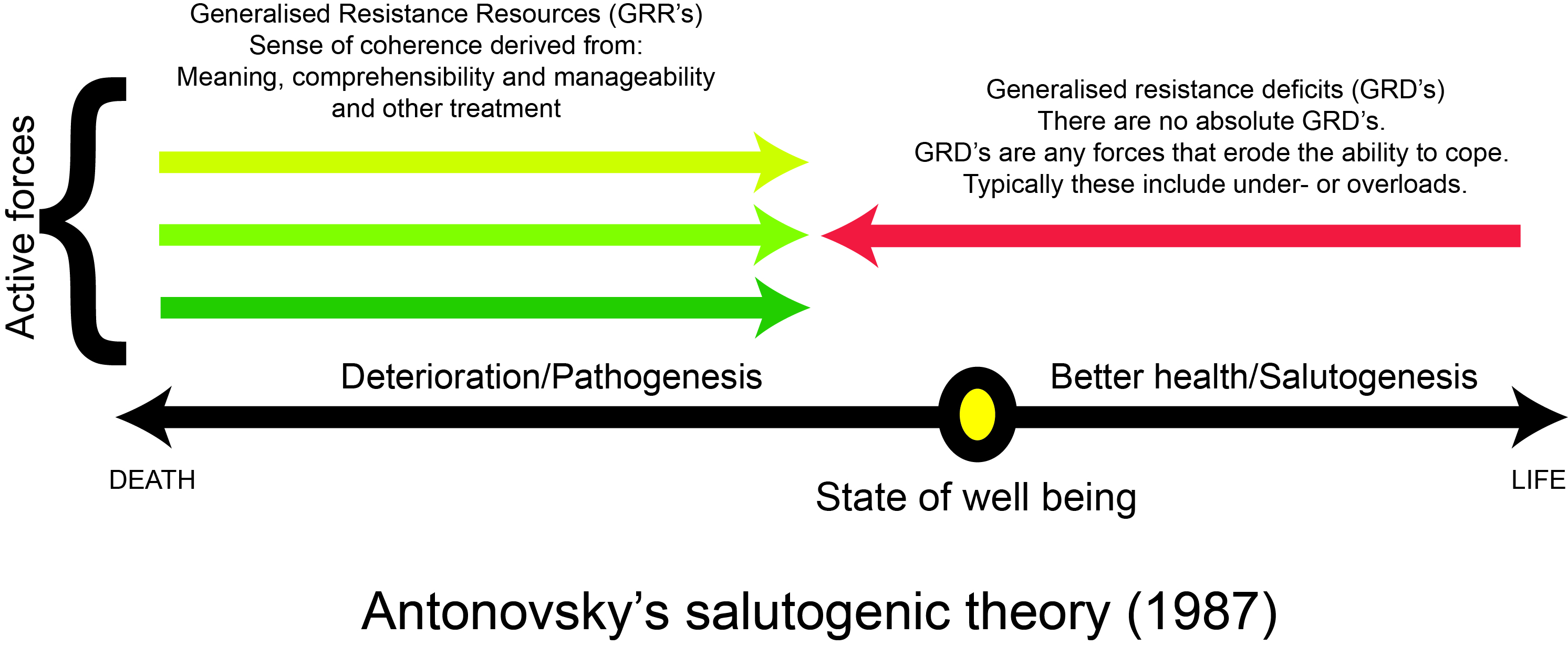
"El Sentido de Coherencia" del modelo de Salutogénesis de Antonovsky, 1987

...una orientación global que expresa la medida en que uno tiene un sentimiento de confianza generalizado, duradero aunque dinámico de que (1) los estímulos que se derivan de los entornos internos y externos de uno en el curso de la vida están estructurados, son predecibles y explicables; (2) el los recursos están disponibles para satisfacer las demandas planteadas por estos estímulos; y (3) estas demandas son desafíos, dignos de inversión y compromiso.
En su formulación, el sentido de coherencia tiene tres componentes:
- Comprensibilidad (comprehensibility): la creencia de que las cosas suceden de manera ordenada y predecible y la sensación de que puede comprender los eventos de su vida y predecir razonablemente lo que sucederá en el futuro.
- Manejabilidad (manageability): la creencia de que tiene las habilidades o la capacidad, el apoyo, la ayuda o los recursos necesarios para cuidar las cosas, y que las cosas son manejables y están bajo su control.
- Sentido (significado o significatividad, meaning): una creencia de que las cosas en la vida son interesantes y una fuente de satisfacción, que las cosas realmente valen la pena y que hay una buena razón o propósito para preocuparse por lo que sucede.

Según Antonovsky, el tercer elemento es el más importante. Si una persona cree que no hay razón para persistir y sobrevivir y enfrentar los desafíos, si no tiene sentido del significado, entonces no tendrá motivación para comprender y manejar los eventos. Su argumento esencial es que la "salutogénesis" depende de experimentar un fuerte "sentido de coherencia". Su investigación demostró que el sentido de coherencia predice resultados positivos para la salud.

## Campos de aplicación

### Salud y Medicina
Antonovsky vio su trabajo como dirigido principalmente a los campos de la psicología de la salud, la medicina del comportamiento y la sociología de la salud. Se ha adoptado como un término para describir los enfoques contemporáneos de la enfermería, psiquiatría, medicina integrativa, y la arquitectura sanitaria. El marco salutogénico también se ha adaptado como método para la toma de decisiones sobre la marcha; el método se ha aplicado para la atención de urgencias y para la arquitectura sanitaria.

### Lugar de trabajo
El sentido de coherencia con sus tres componentes significado, manejabilidad y comprensibilidad también se ha aplicado al lugar de trabajo.

Se considera que la significatividad está relacionada con el sentimiento de participación y motivación y con el significado percibido del trabajo. El componente de significado también se ha relacionado con el control del trabajo y con el significado de la tarea. El control del trabajo implica que los empleados tienen más autoridad para tomar decisiones sobre su trabajo y el proceso de trabajo. La importancia de la tarea implica:
...la experiencia de congruencia entre los valores personales y las actividades laborales, que se acompaña de fuertes sentimientos de identificación con las actitudes, valores u objetivos de las tareas laborales y sentimientos de motivación e implicación.
Se considera que el componente de manejabilidad está vinculado al control del trabajo, así como al acceso a los recursos. También se ha considerado que está relacionado con las habilidades sociales y la confianza. Las relaciones sociales también se relacionan con el componente de significado.
El componente de comprensibilidad puede verse influido por una retroalimentación constante en el trabajo, por ejemplo, en relación con la evaluación del desempeño.
Las perspectivas salutogénicas también se consideran en el diseño de oficinas.

## Otras lecturas
- Becker, CM, Glascoff, MA y Felts, WM (2010). "Salutogénesis 30 años después: ¿Adónde vamos desde aquí?" Revista Electrónica Internacional de Educación para la Salud, 13, 25-32. Puede acceder en: http://files.portfolioeducacional.webnode.pt/200000064-08f0a09ea3/Orienta%C3%A7%C3%A3o%20Salutog%C3%A9nica.pdf (enlace roto disponible en Internet Archive; véase el historial, la primera versión y la última).
- Estudiar Salud vs. estudiar la enfermedad - Aarón Antonovsky. Conferencia en el Congreso de Psicología Clínica y Psicoterapia, Berlín, 19 de febrero de 1990.
- Lidiando con las amenazas existenciales y la inevitabilidad de pedir sentido - Peter Novak. Una perspectiva filosófica
- https://usyd.academia.edu/JanGolembiewski/Papers/290160/Start_Making_Sense - Empieza a tener sentido; Aplicación de un modelo salutogénico al diseño arquitectónico para atención psiquiátrica - Jan Golembiewski. Un método de aplicación de la teoría salutogénica.
- Salutogénesis (enlace roto disponible en Internet Archive; véase el historial, la primera versión y la última).
- Bengt Lindström, "Salutogénesis: una introducción"
- Golembiewski, J. (2012). "Diseño salutogénico: la base neuronal para entornos que promueven la salud". Revista científica de diseño de salud mundial 5 (4): 62-68. https://www.academia.edu/2456916/Salutogenic_design_The_neural_basis_for_health_promoting_environments
- Mayer, C.-H. & Krause, C. (Eds.)(2012): Explorando la salud mental: discursos teóricos y empíricos sobre la salutogénesis. Editores de ciencia Pabst.
- Mayer, C.-H. y Hausner, s. (Eds.) (2015): Salutogene Aufstellungen. Beitraege zur Gesundheitsfoerderung in der systemischen Arbeit. - Vandenhoeck y Ruprecht
- Mittelmark, MB, Sagy, S., Eriksson, M. (Eds.) (2016): El manual de salutogénesis. - Editorial Springer.
- Mittelmark, MB, Sagy, S., Eriksson, M., Bauer, G., Pelikan, JM, Lindström, B., Espnes, GA (Eds. ): Resumen completo de la salutogénesis y su contribución a la teoría de la promoción de la salud. https://www.springer.com/us/book/9783319045993

- Datos: Q1752840
- Multimedia: Salutogenesis / Q1752840